# Emanuele Martínez Jarauta
Emanuele Martínez Jarauta C.M.F., in spagnolo Manuel Martínez Jarauta (Murchante, 22 dicembre 1912 – Barbastro, 15 agosto 1936), è stato un religioso spagnolo, martirizzato a Barbastro durante la Guerra civile spagnola e venerato come beato dalla Chiesa cattolica.

## Biografia
Nacque a Murchante nella regione della Navarra il 22 dicembre 1912. Quattro delle sue sorelle divennero religiose e uno zio, gesuita, morì assassinato a Tarragona durante la guerra civile. Emanuele entrò nel postulantado di Alagón, e qui frequentò i primi due anni dedicati alle materie umanistiche. Quindi venne trasferito al postulantado maggiore di Cervera, dove il piano di studi divenne più rigoroso e selettivo. Alcuni dovettero desistere e, tra essi, ci fu anche Emanuele. La cosa gli dispiacque profondamente, ai genitori che andarono a visitarlo e che si lamentavano per l'interruzione degli studi per diventare sacerdote rispondeva:
Vestì l'abito religioso come fratello missionario ed emise i voti l'11 febbraio del 1930, esercitò la mansione di sarto. Poco tempo dopo, alla madre, affranta per la morte del marito scriveva:
Era di carattere sereno, ma fermo e di sangue caldo. Un giorno ad Alagón, per avere difeso la religione in mezzo ad un gruppo di denigratori, fu vicino ad essere linciato. La Guardia Civil dovette scortarlo fino al seminario.
A un familiare scriveva:
Al suo ex formatore e direttore spirituale confidava il 14 febbraio 1934:
(Tullio Vinci, Martiri Clarettiani di Barbastro, p. 202)
.
Il 21 gennaio 1936 venne destinato al seminario di Barbastro. Nel luglio di quell'anno, allo scoppio della guerra civile, il seminario venne assaltato e perquisito dalle milizie anarchiche per cercare delle armi.
Insieme agli altri confratelli, Emanuele venne arrestato e rinchiuso nel salone degli atti della scuola dei padri Scolopi. Firmò la lettera di offerta alla Congregazione con queste parole:
(Manuel Martínez Jarauta, Firma sulla lettera di offerta alla Congregazione)
Alcuni miliziani di passaggio a Barbastro che appartenevano alla colonna anarchica "los Aguiluchos", osservando i prigionieri nel salone commentarono:

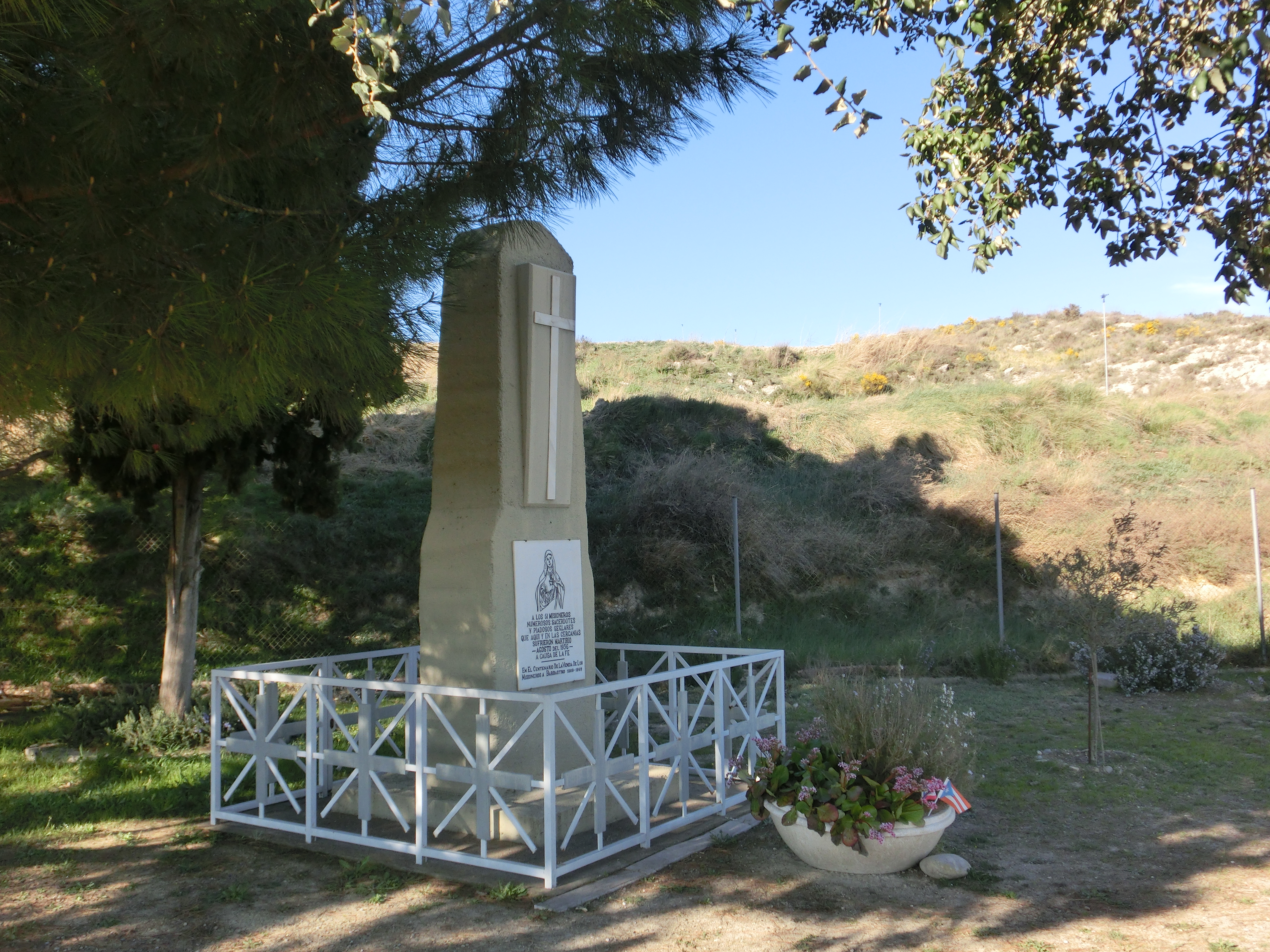
Monumento funebre nel luogo della fucilazione

Fece parte del quarto e ultimo gruppo di claretiani di Barbastro che subirono il martirio.
Insieme a 19 suoi confratelli, Emanuele Martínez Jarauta è stato fucilato nelle prime ore del 15 agosto 1936 sul ciglio di una strada fuori città. I loro corpi sono stati gettati in una fossa comune nel cimitero di Barbastro, ricoperti di calce e di terra. 
Nel 2013 è uscito un film che narra le vicende di quei drammatici giorni intitolato Un Dio vietato per la regia di Pablo Moreno.

## Culto

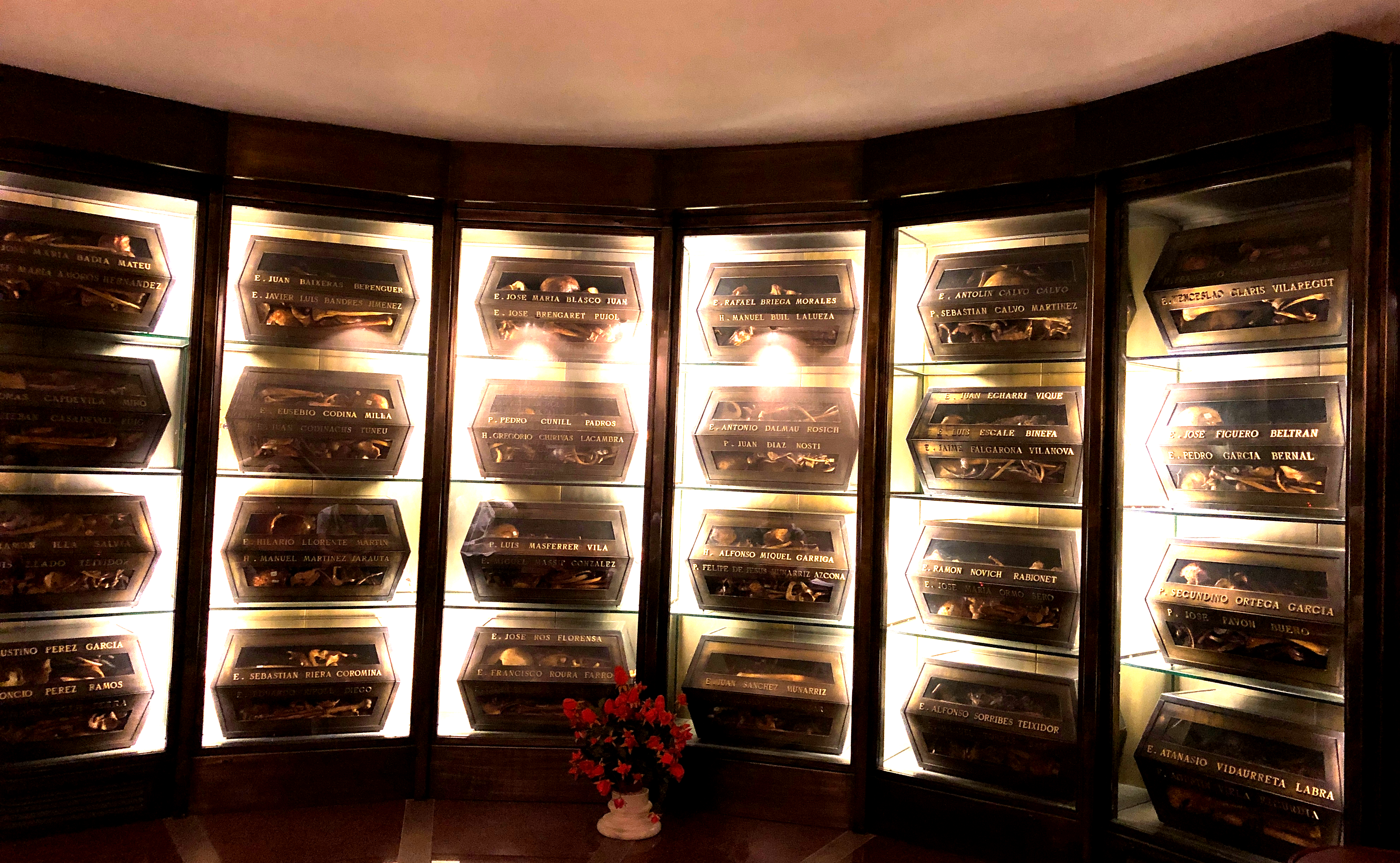
Cripta ubicata sotto all'altare della chiesa annessa al museo dei martiri Claretiani di Barbastro

Dopo la guerra i resti dei martiri furono riesumati dalle fosse comuni e, grazie a delle medagliette metalliche cucite sulle loro tonache, è stato possibile risalire ai nomi delle singole persone. I resti sono composti in teche e si possono oggi venerare nella cripta della chiesa annessa al museo.
Il 20 maggio 1947 nella diocesi di Barbastro si aprì il processo informativo circa il martirio che si chiuse il 23 settembre 1949. L’8 febbraio 1961, invece, fu promulgato il Decreto sugli scritti. La dichiarazione di validità del processo, con Decreto del 9 febbraio 1990, portò alla trasmissione della “Positio super martyrio” alla Congregazione delle Cause dei Santi nello stesso anno.
A seguito della riunione della commissione teologica che si tenne il 4 febbraio 1992 e di quella dei cardinali e vescovi della Congregazione si arrivò, il 7 marzo 1992, alla promulgazione del Decreto sul martirio. La beatificazione avvenne a Roma, ad opera di Giovanni Paolo II, il 25 ottobre 1992. 
La Chiesa cattolica lo ricorda il 15 agosto.